# Zuzana Liová
Zuzana Liová (ur. 7 października 1977 w Żylinie) – słowacka reżyserka filmowa i scenarzystka. Jej pierwszy film telewizyjny pt. Ticho został wyemitowany w grudniu 2005 r. przez Telewizję Słowacką. Wyreżyserowała film Dom z 2011 r., do którego stworzyła również scenariusz. Produkcja ta zdobyła sześć nagród Slnko v sieti (2012).